# 石井翔子
石井 翔子（いしい しょうこ、1983年9月26日 - ）は、日本の女性タレント、声優。静岡県出身。

## 経歴・人物
以前はアドヴァンスプロモーションに所属していた。

## 出演作品

### テレビアニメ
- エア・ギア（安達絵美里）
- 家庭教師ヒットマンREBORN!（M・M）
- ピーチガール（リツコ）

### 吹き替え
- 爆裂野球団!

### ラジオドラマ
- チェリーベル「僕らの恋愛カタログ」（文化放送）

### CM
- 民主党2004
- きらめき絵巻（タイトー）

### 舞台
- 劇団松井「恋愛クロスロード」（日比谷公会堂）

### マスコットガール
- Surviveマスコットガール（イベントMC、WEBラジオ）
  - WEBラジオ「サヴァイブドットジェイピー」パーソナリティ
  - WEBラジオ「この坂を越えて」パーソナリティ
  - WEBラジオ「セパレブナビゲーション」パーソナリティ

### 歌
- Proof of Love（アイ&ショウコ名義、作詞：たけうちこうた、作曲：宮川直巳、編曲：熊谷憲康）

※セパレイトブルーオリジナルサウンドトラック収録